# Wyck Godfrey
Wyck GOodfrey é um produtor de televisão e produtor cinematográfico americano, conhecido por produzir a saga Crepúsculo e a série The Maze Runner.